# Jacob van Utrecht

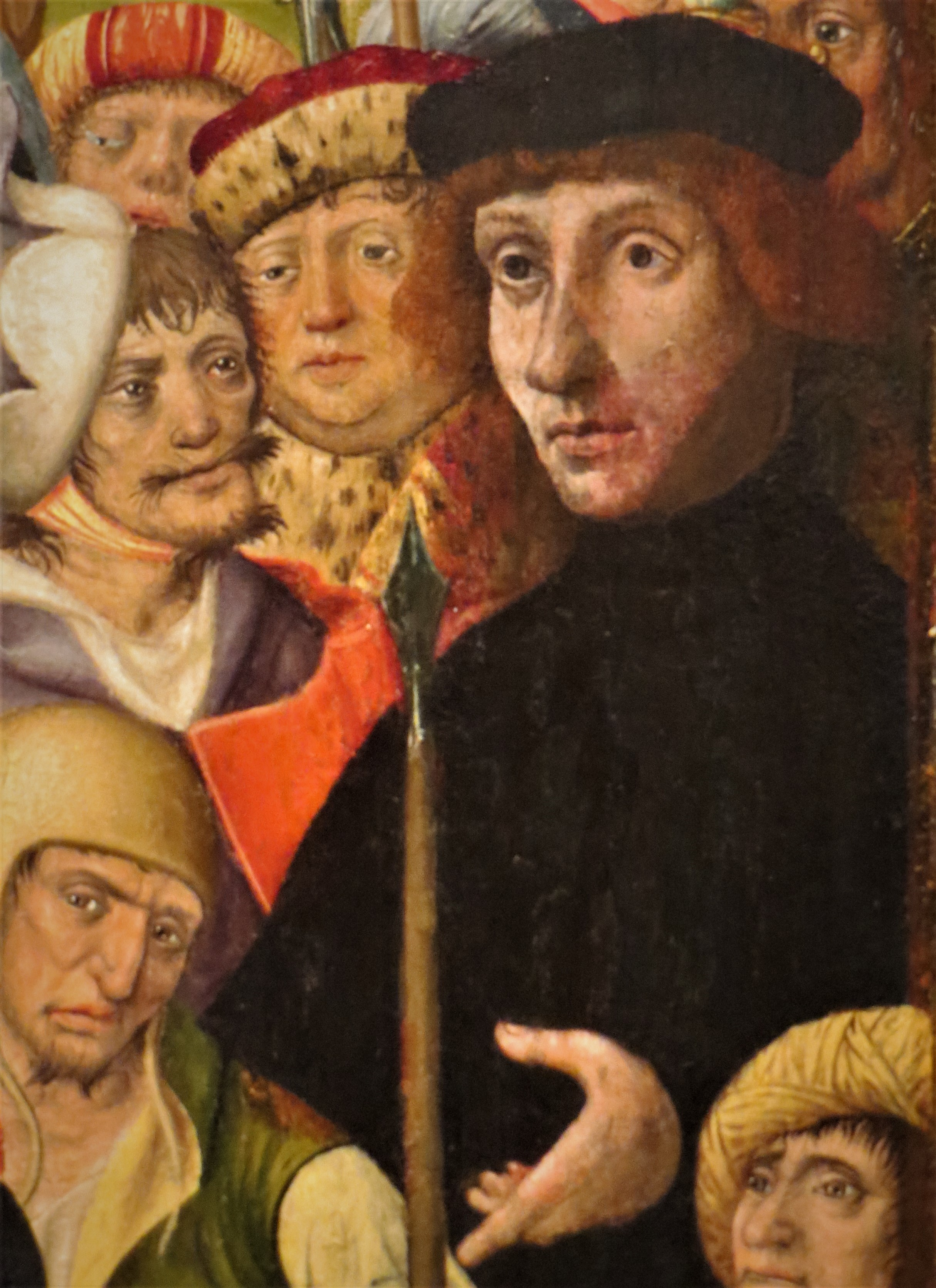
Mögliches Selbstbildnis von Jacob van Utrecht im Kreuzigungsretabel in der Sakristei der Lübecker Jakobikirche (ca. 1525)

Jacob van Utrecht, nach seiner Signatur Jacobus Traiectensis (* um 1479 wohl in Utrecht; † nach 1525), war ein niederländischer Maler der Frührenaissance, der nachgewiesen in Antwerpen und Lübeck wirkte.

## Leben

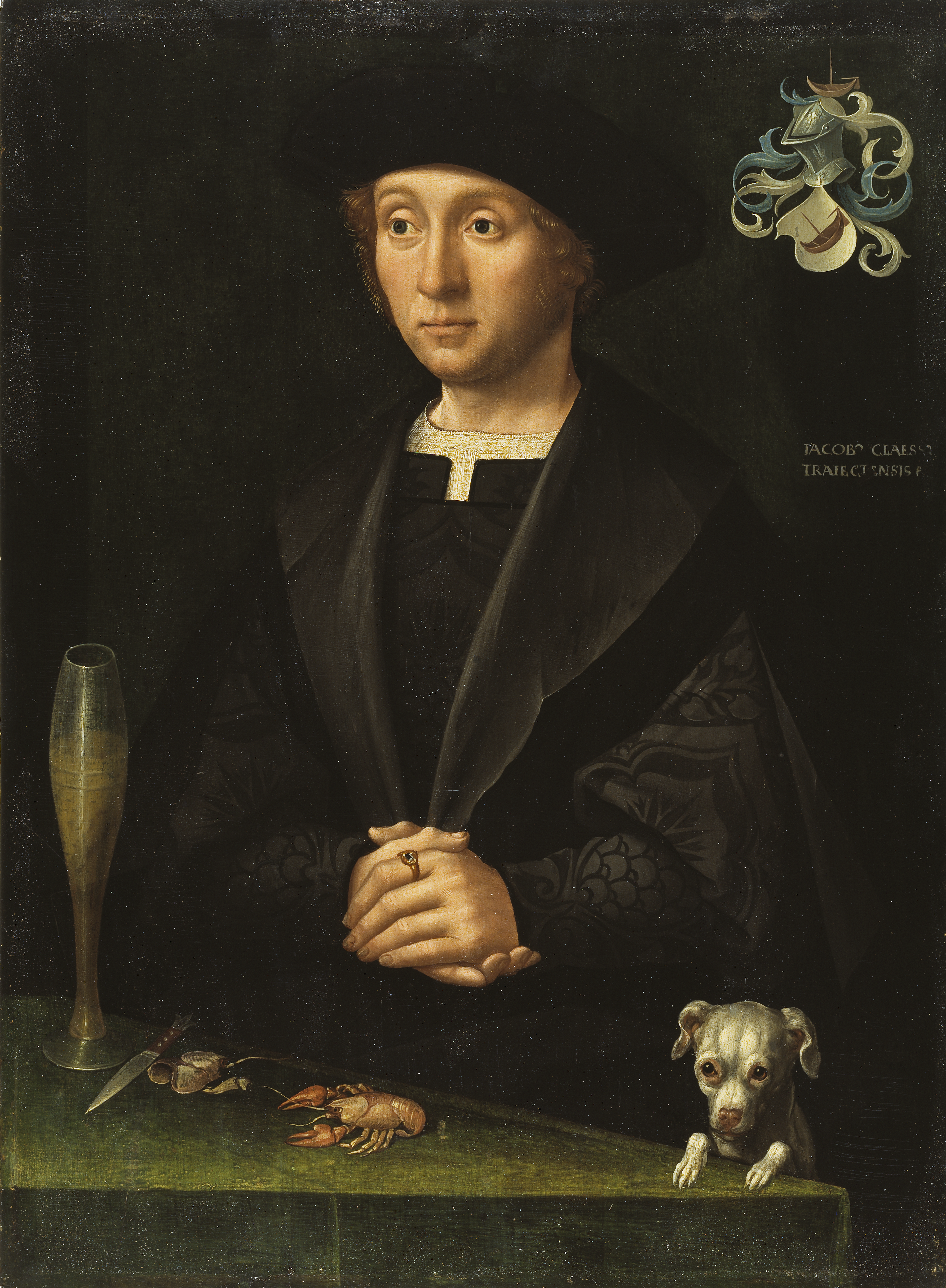
Porträt Mitglied der Familie Alardes, Nationalmuseum Stockholm

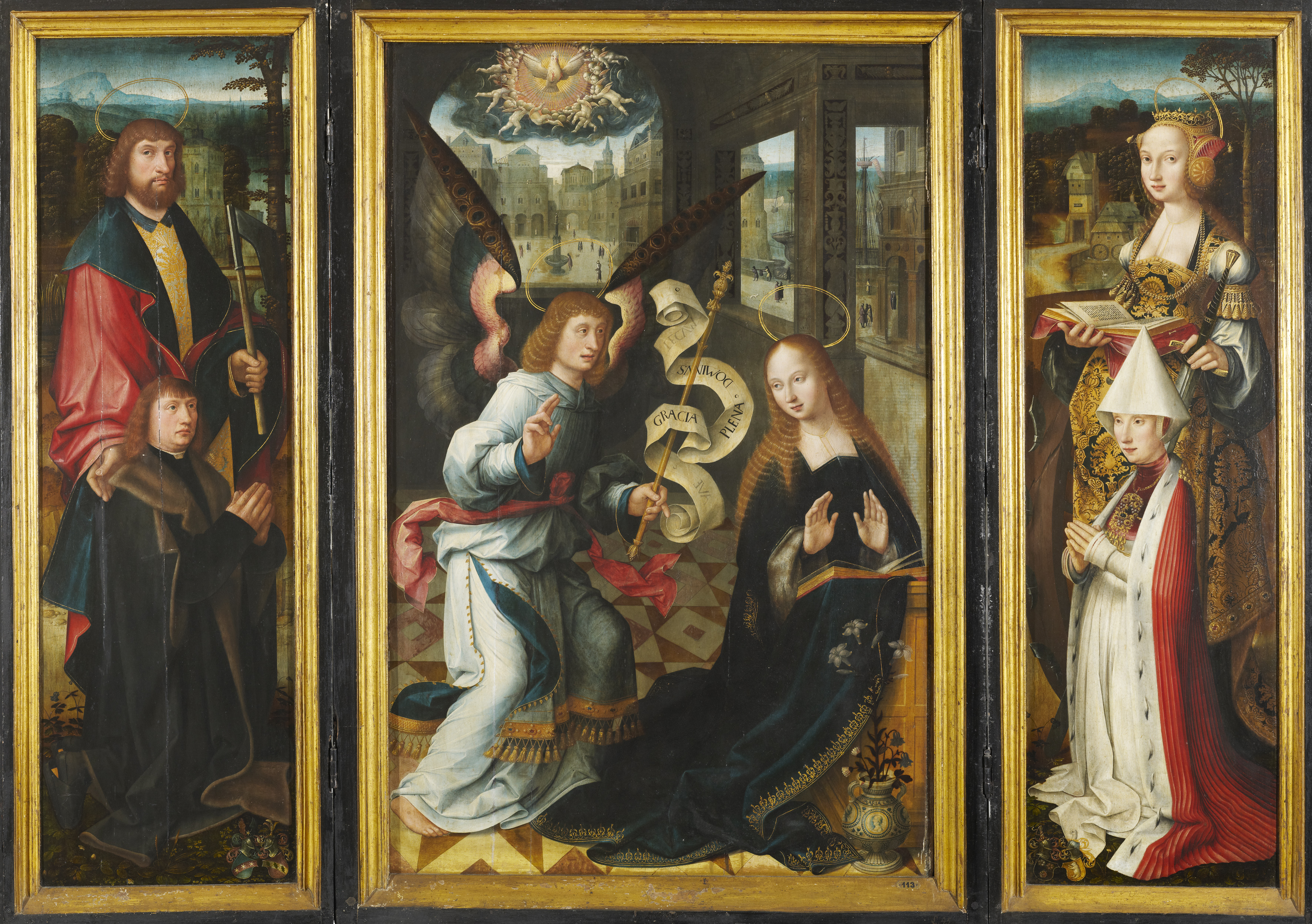
Verkündigungsaltar

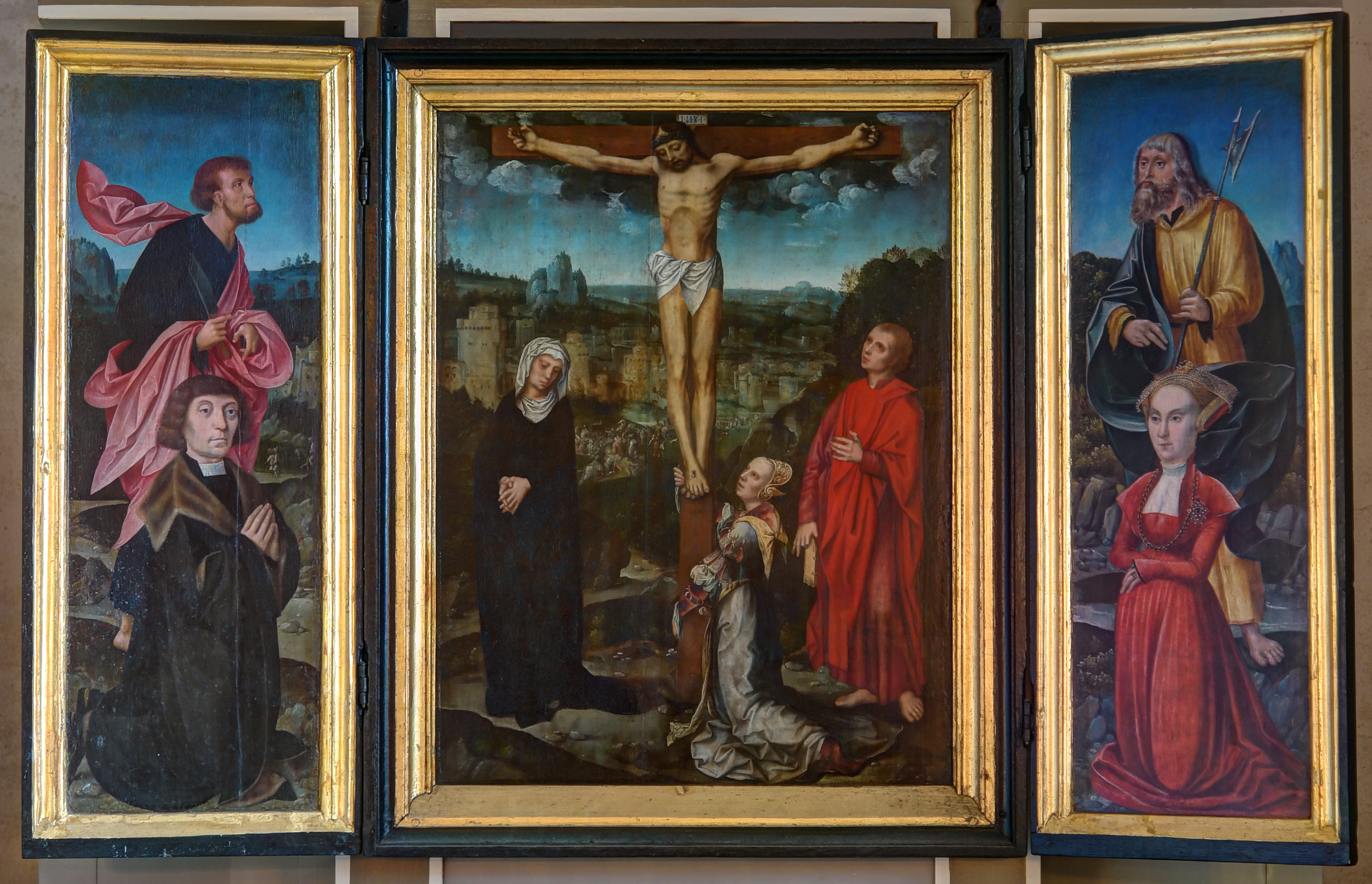
Kreuzigungsaltar

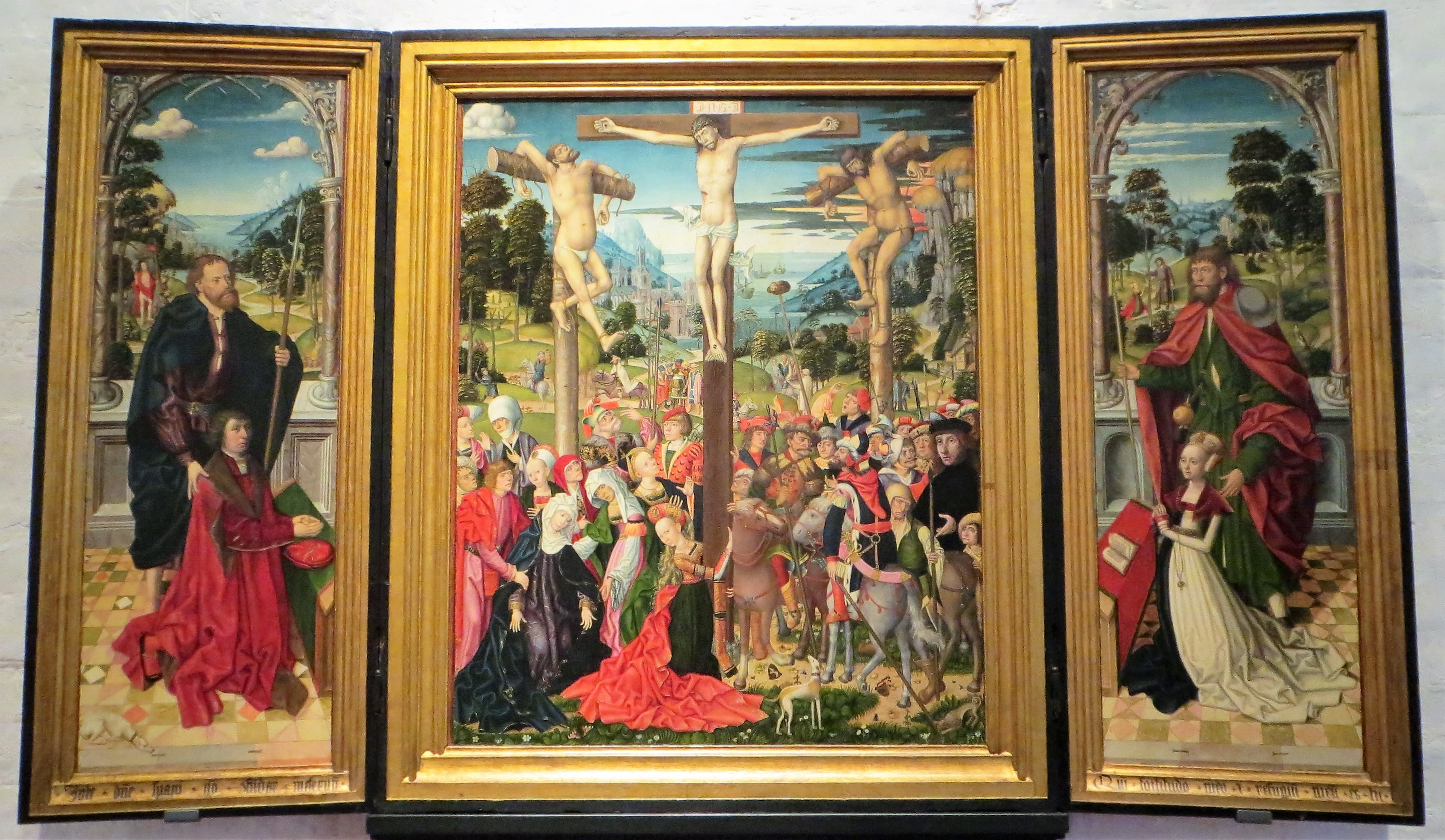
Zugeschriebenes Kreuzigungsretabel aus der Jakobikirche

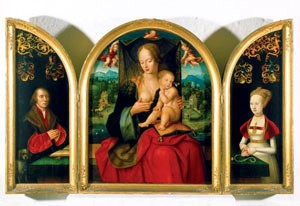
Kerckring-Altar (1520): Maria lactans im Mittelteil, außen die Bilder der Stifter

Die weitgehend im Dunkeln liegenden Lebensumstände dieses bedeutenden flämischen Künstlers wurden erst seit Ende des 19. Jahrhunderts erforscht und gedeutet. Seine Herkunft aus Utrecht ist bislang nicht völlig abgesichert. Er wird wohl um 1500 das Bürgerrecht von Antwerpen erlangt haben und wurde 1506 bis 1512 als Freimeister der Lukasgilde von Antwerpen geführt.
Ab 1519 bis 1525 ist er als Mitglied der Leonardsbruderschaft in der Hansestadt Lübeck nachgewiesen. Danach verliert sich seine Spur im Dunkeln.

## Signatur
Neben Jacobus Traicetensis signierte er auch mit dem Namen Claez.

## Werke
- Triptychon mit der Kreuzabnahme (Berliner Altar)[1] (1513), in der Gemäldegalerie in Berlin;
- Kölner Tafel (1515), für die Kirche Groß St. Martin, heute im Wallraf-Richartz-Museum in Köln;
- Rochustafel (1515), Lübecker Dom (zugeschrieben)[2]
- Triptychon des Lübecker Ratsherrn Hinrich Kerckring (1520), St.-Annen-Museum in Lübeck;
- Milchspende des Heiligen Bernhard von Clairvaux (um 1520), St.-Annen-Museum;
- Porträt einer jungen Lübecker Frau (um 1520), im Louvre in Paris;
- Porträt eines Mannes mit Hündchen bzw. eines Mitglieds der Familie Alardes (um 1520), im Nationalmuseum in Stockholm;
- Verkündigungsaltar (1520/22), mit den Bildern des Stifters und Ratsherrn Hermann Plönnies und seiner Frau, früher in der Sammlung Reedtz-Thott auf Schloss Gavnø auf der Insel Gavnø bei Næstved auf Seeland, seit 2012 im St.-Annen-Museum in Lübeck[3]
- Porträt Mathias Mulich (1522), 2013 von den Lübecker Museen mit Unterstützung der Kulturstiftung der Länder bei Christie’s erworben
- Porträt Hermann Plönnies (1522), Verbleib unklar
- Bildnis eines Mannes (1523), Gemäldegalerie in Berlin (seit 1945 verschollen)[4]
- Bildnis eines briefschreibenden Mannes (1524), Gemäldegalerie in Berlin;
- Männerportrait mit Ringen (1524), Eremitage in Sankt Petersburg;
- Porträt Johann Wigerinck (um 1525), Sammlung Fürstenberg auf Schloss Herdringen bei Arnsberg im Sauerland, als Dauerleihgabe im LWL-Museum für Kunst und Kultur in Münster[5];
- Kreuzigungsaltar (um 1525), in der Kirche von Nødebo im Norden der Insel Seeland, Dänemark.[6] Der Altar kam 1746 aus Helsingör in diese Kirche.
- Kreuzigungsaltar in der Sakristei der Lübecker Jakobikirche (ca. 1525, zugeschrieben)[7]
- Dreifaltigkeitsaltar (1525), für die Marienkirche in Lübeck – beim Luftangriff auf Lübeck am 29. März 1942 zerstört.

## Geschichte des Kerckringaltars
Das im Jahr 1520 wohl als Hausaltar für den Lübecker Ratsherrn und Kaufmann Hinrich Kerckring geschaffene Kunstwerk zeigt als Triptychon auf den äußeren Flügeln den Stifter und seine Ehefrau. Auf der Mitteltafel die nährende Mutter Gottes mit dem Jesuskind. Die Familie Kerckring war eine in Lübeck ansässige, aus westphälischem Adel stammende Ratsfamilie, die im Rat der Stadt Lübeck vom Ende des 14. bis zum Beginn des 18. Jahrhunderts nachweisbar ist und seit dem Spätmittelalter der einflussreichen Zirkelgesellschaft angehörte.
Im Testament des Hinrich Kerkring wird dieser Altar nicht mehr erwähnt, dafür aber zum Beispiel der gesamte dort dargestellte Schmuck seiner Ehefrau. Damit beginnt das bislang nicht aufgeklärte Mysterium der Provenienz dieses Altars, der heute zu den bedeutsamsten Sammlungsstücken des St.-Annen-Museums in Lübeck gehört.
Die erste heute bekannte Erwähnung fand er 1893 in der alten Hansestadt Riga im Baltikum.
Der deutsch-baltische Kaufmann Friedrich Wilhelm Brederlo (1779–1862) hatte als Kunstsammler in Riga eine große Kunstsammlung von über zweihundert Gemälden zusammengetragen. Sein Testament aus dem Jahr 1852 bestimmte, dass die Sammlung von seinen Töchtern in Verwaltung durch seinen Schwiegersohn Wilhelm von Sengbusch „in ihrem Bestande ungeteilt“ und Riga verbunden bliebe, ansonsten sie der Stadt Riga anzudienen sei. Ein 1893 erstellter Katalog der Brederloschen Sammlung erwähnt erstmals den Kerckring-Altar von 1520. Zur Herkunft dieses für die übrige Sammlung atypischen Stücks findet sich in den nachgelassenen Papieren kein Wort. Bei Eröffnung des Kunstmuseums in Riga 1905 übernahm dieses die gesamte Sammlung als Dauerleihgabe der Familie von Sengbusch, die einen zentralen Teil seiner Gemäldesammlungen bildete (heute im Rigaer Museum für Ausländische Kunst).
Die Vertreibungen aufgrund des Deutsch-Sowjetischen Grenz- und Freundschaftsvertrages betrafen auch die deutschstämmige Familie von Sengbusch, die bei ihrer Zwangsaussiedlung 1940 sieben der Gemälde mitnehmen durfte. Die restlichen Sammlungsstücke wurden anschließend von der Regierung unter Kārlis Ulmanis enteignet und in lettisches Staatseigentum überführt.
Nach dem Einmarsch der deutschen Wehrmacht im Baltikum wurde Lettland dem Generalkommissar für Lettland im Reichskommissariat Ostland Otto-Heinrich Drechsler unterstellt, der gleichzeitig noch Bürgermeister von Lübeck war. Der eingesetzte deutsche Bürgermeister von Riga, Hugo Wittrock, suchte nun dessen Gunst für seine eigenen politischen Absichten 1942 dadurch zu gewinnen, dass er ihm nach den Kriegszerstörungen des großen Bombenangriffs auf Lübeck vom März 1942 und den damit verbundenen immensen Kulturgutverlusten den Kerckring-Altar als Geschenk anbot.
Dieser Altar hatte in den 1920ern dadurch Bekanntheit erlangt, dass sich die kunstgeschichtliche Literatur verstärkt mit ihm befasst hatte. Die Übergabe der Beutekunst erfolgte feierlich im Juni 1943 in Riga. So gelangte der Altar im Zweiten Weltkrieg wieder zurück nach Lübeck in die Sammlung des St.-Annen-Museums. Dort wurde er nach dem Krieg 1965 von der Familie von Sengbusch zufällig als Exponat entdeckt. Die juristischen Auseinandersetzungen währten bis 1992. Die Hansestadt Lübeck erkannte nach fast dreißig Jahren trotz aller juristischen Vorbehalte die Eigentumsrechte der Familie von Sengbusch an, die ihrerseits das Eigentum an dem Kerckring-Altar sogleich auf die Hansestadt Lübeck zurück übertrug, mit der Verpflichtung diesen Altar zu erhalten, ihn auszustellen und künftig auf den bekannten Teil seines Schicksals angemessen hinzuweisen.
2024 forderte Lettland das Werk zurück mit der Begründung, Lübeck hätte den Kerckring-Altar nicht an die Erben, die Familie von Sengbusch,  zurückgeben dürfen, weil sie keine Eigentumsrechte mehr daran besessen hätten.